# Cantón de Bertincourt
El cantón de Bertincourt era una división administrativa francesa, que estaba situada en el departamento de Paso de Calais y la región de Norte-Paso de Calais.

## Composición
El cantón estaba formado por dieciocho comunas:
- Barastre
- Beaumetz-lès-Cambrai
- Bertincourt
- Beugny
- Bus
- Haplincourt
- Havrincourt
- Hermies
- Lebucquière
- Léchelle
- Metz-en-Couture
- Morchies
- Neuville-Bourjonval
- Rocquigny
- Ruyaulcourt
- Trescault
- Vélu
- Ytres

## Supresión del cantón de Bertincourt
En aplicación del Decreto nº 2014-233 de 24 de febrero de 2014, el cantón de Bertincourt fue suprimido el 22 de marzo de 2015 y sus 18 comunas pasaron a formar parte del nuevo cantón de Bapaume.